# Afrinophilina
Afrinophilina – wymarły rodzaj chrząszczy z rodziny kusakowatych i podrodziny żarlinków. Obejmuje tylko jeden opisany gatunek, A. orapa.

## Taksonomia
Rodzaj i gatunek typowy opisane zostały po raz pierwszy w 2022 roku przez Sandisa Mnguniego, Iana McKaya i Shawa Badenhorsta. Opisu dokonano na podstawie pojedynczej, datowanej na turon w kredzie skamieniałości, odnalezionej w Orapie na terenie Botswany. Nazwa rodzajowa to połączenie słowa Africa z nazwą podplemienia Pinophilina, zaś epitet gatunkowy pochodzi od lokalizacji typowej.

## Morfologia
Chrząszcz o wysmukłym ciele długości 8,8 mm i szerokości 1,8 mm. Głowę miał 1,4 raza dłuższą niż szeroką, najszerszą tuż przed szyją, zaopatrzoną w okrągłe do lekko owalnych oczy złożone, wyraźnie zakrzywione skronie, nitkowate czułki z lejkowatym członem ostatnim, sierpowate żuwaczki i w pełni odseparowane szwy gularne sięgające jej tylnej krawędzi. Szyja była szersza niż u innych Pinophilina. Dłuższe niż szerokie, nieco krótsze i szersze od głowy przedplecze było w zarysie prostokątne z zakrzywionymi bokami. Rozmiary tarczki były niewielkie. Pokrywy były w zarysie owalne, na tylnych brzegach równomiernie zaokrąglone i bez wcięcia, razem szersze niż dłuższe, 1,6 raza szersze i 1,1 dłuższe od przedplecza. Hypomery wypuszczały wyraźne wyrostki zabiodrowe. Odnóża przedniej pary miały szerokie i tak długie jak uda biodra, duże i owalne krętarze, odsłonięte krętarzyki oraz rozszerzające się ku szczytom golenie z grzbieniami szczecin. Odwłok zwężał się silnie począwszy od szóstego segmentu, miał parę boczno-wierzchołkowych wyrostków ze szczecinkami na segmencie dziewiątym i wyróżniał się na tle podplemienia dwoma parami paratergitów na bokach segmentów od trzeciego do szóstego.